# 常設統合司令部
常設統合司令部（じょうせつとうごうしれいぶ、Permanent Joint Headquarters, PJHQ）は、イギリスの3軍からなる司令部組織で、イギリス軍の統合軍事作戦の作戦指揮、海外での軍事活動の計画・統制を担っている。単一軍種による作戦は適切な前線指揮権のもとにとどめられている。常設統合司令部を指揮するのは統合作戦部長（Chief of Joint Operations, CJO）である。常設統合司令部は、イギリスの3軍から供出された戦力の統合作戦能力を管理する統合戦力コマンド司令官に対して責任を負っている。
常設統合司令部は1996年4月に、イギリス主導の統合作戦または潜在的な統合かつ多国籍作戦の効率性と効果を強化するため、また、他国主導による多国籍作戦に参加したイギリス軍の作戦指揮を実施するため、ハートフォードシャー・イーストベリーにあるノースウッド司令部内に設置された。

## 任務と義務
常設統合司令部の任務は以下の通りである。

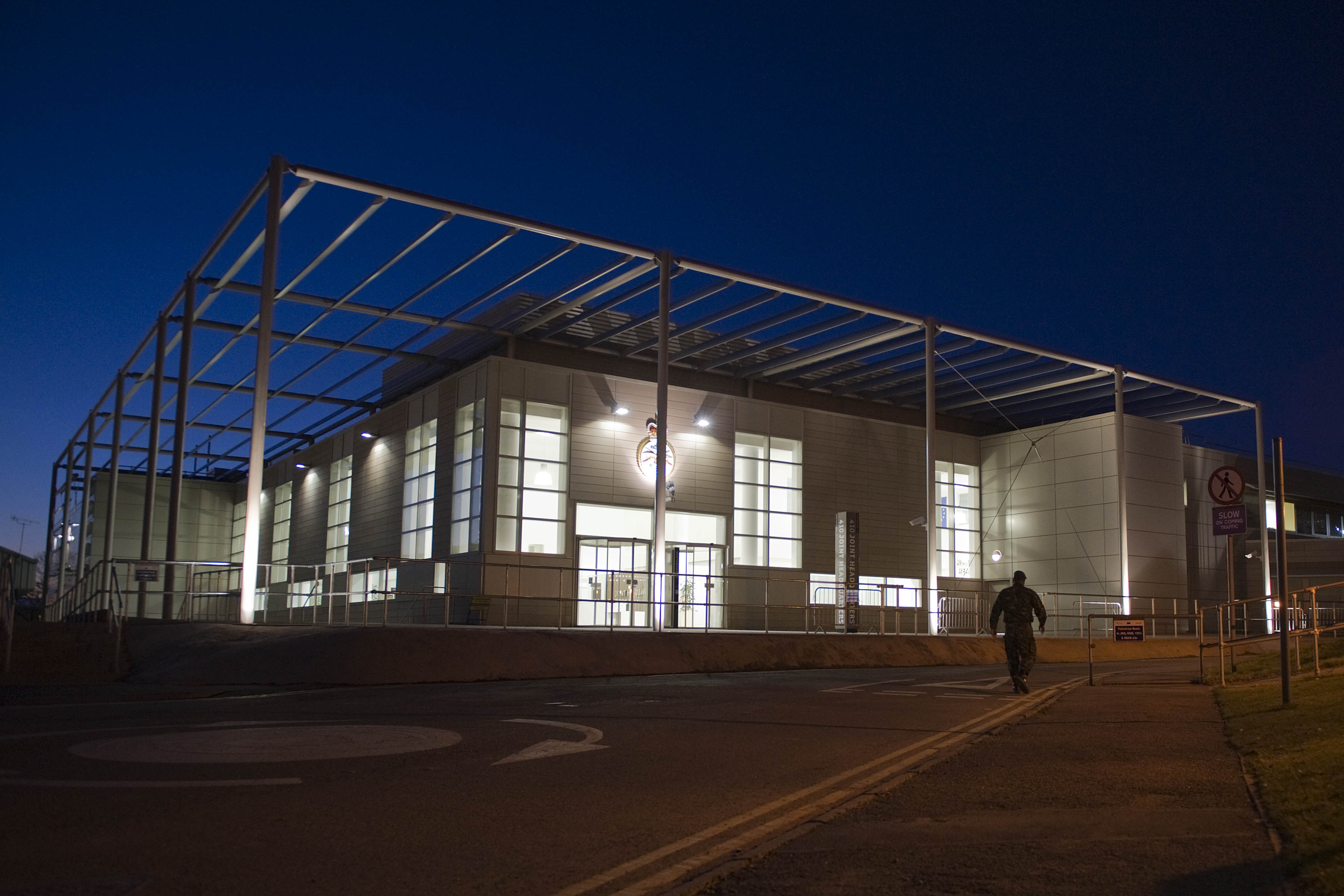
常設統合司令部

統合常設司令部が設立された冷戦後の環境において、外交目標の追及のために軍隊が動員される場面は多く、その際には多くの利害関係者が関与することになる。こうした政策・政治戦略レベルの要望や利害関係などを踏まえて国防参謀総長が軍事戦略上の指針を立案し、それに従って常設統合司令部が作戦を実施するという役割分担がなされている。
常設統合司令部は基本的にイギリスの軍事作戦の指揮にあたるが、多国籍作戦や、北大西洋条約第5条にもとづく個別的又は集団的自衛権の発動におけるイギリスの司令部ともなる。また、ジブラルタル、キプロス（イギリス主権基地領域）、フォークランド（南大西洋諸島駐留イギリス軍）およびディエゴガルシア島をも指揮している。ただし、いくつかの地域および司令部は常設統合司令部に含まれない。
- 戦略核抑止
- イギリス本土の基地防衛
- 北方諸島
- イギリスにおける対テロリズム（内務省）

司令部組織は、アメリカを始めとするNATO諸国との連携を容易にするためNATOの幕僚組織に準じた組織となっている。司令官である統合作戦部長を補佐するため、幕僚長と統合部隊作戦準備及び訓練部長（CJFORT）の2つの役職が置かれ、それぞれ少将が就任する。後者は、陸軍または海兵隊の准将（場合によっては少将）が指揮する緊急対処部隊（JRRF）および統合部隊司令部（Joint Force Headquarter, JFHQ）をあらかじめ準備し、軍種横断的な訓練を点検し、即応体制を整えることを任とする。

## 設立の経緯
冷戦終結までのイギリス軍において、複数の軍種による協同のための恒常的な組織は設置されておらず、必要が生じるつどその場限りで3軍いずれかの司令官が協同作戦の司令官を務める体制であった。
1982年のフォークランド紛争において、当時のイギリスにはフォークランド諸島での不測事態への備えが存在せず、急遽、紛争海域における全兵力の前線指揮官に充てられた海軍少将は過大な兵力を指揮する負荷を担わされることになった。戦場から1万キロメートル以上はなれたイギリス本国は、前線に対し広範な政治統制と作戦指導を企てた。この過程で前線指揮官は本国との調整に多くの労力を割くことを強いられ、かたや本国の政府や国防省も議会およびメディアに状況を知らせるために詳細な状況報告を求めたことで、前線と本国の間に大容量かつ長時間の通信が必要とされ、意思決定に遅延を招いた。多くの協同作戦が紛争中に実施されたが、その際、協同作戦能力の不足に起因する誤射事件さえ発生した。
こうしたフォークランド紛争の教訓が生かされるようになったのは、ようやく冷戦終結後に至ってのことであった。冷戦終結後、平和への配当への要求と財政難を踏まえて、イギリス軍に対しても経費を削減する一方でいっそうの効率性が求められるようになった。その過程で示されるようになった方向性は、政策と運用の分離による作戦の効率性の追求であり、国防省本部の役割は前者に限定されるようになった。この方向性のもと、政策および軍事戦略と軍事作戦との間の明確な責任範囲と関係形成が求められた。また、3軍の恒常的な統合作戦への備えとして、計画・準備段階から、危機に際しての作戦遂行、戦力回復、事後の戦訓の蓄積までを一貫して担わせる組織の設立が支持された。こうした協同から統合への方向性は、情報通信技術の革新、統合化による効率性の追求、3軍の固定的な区分に由来する国防能力発揮への障害が認識されたことといった、社会の変革によって促進されたものであった。

## 歴代司令官
統合作戦部長は3つ星の将官が任命される。
| 就任          | 階級     | 氏名                         |
| ------------- | -------- | ---------------------------- |
| 1996年4月     | 陸軍中将 | クリストファー・ウォラス     |
| 1999年2月     | 海軍中将 | イアン・ガーネット           |
| 2001年8月     | 陸軍中将 | ジョン・リース               |
| 2004年7月26日 | 空軍中将 | グレン・トーピー             |
| 2006年3月     | 陸軍中将 | ニック・ホートン             |
| 2009年3月13日 | 空軍中将 | スチュアート・ピーチ         |
| 2011年12月    | 陸軍中将 | デイヴィッド・ケープウェル   |
| 2015年1月     | 陸軍中将 | ジョン・ロリマー             |
| 2017年6月     | 海軍中将 | ティム・フレイザー           |
| 2019年4月     | 海軍中将 | ベン・キー                   |
| 2021年11月    | 陸軍中将 | チャールズ・スティックランド |